# Rat der Vierhundert
Der Rat der Vierhundert (altgriechisch οἱ τετρακόσιοι, hoi tetrakósioi „die Vierhundert“) bezeichnet allgemein ein politisches Gremium im antiken Athen, das sich aus vierhundert Mitgliedern zusammensetzte. Im engeren Sinne versteht man darunter zum einen ein Ratsorgan, dessen Schaffung Solon zugeschrieben wird, zum anderen ein oligarchisches Regime, das 411 v. Chr. in der Endphase des Peloponnesischen Krieges kurzzeitig durch Putsch in Athen die Macht besaß.

## Solonischer Rat
In der Antike wurde Solon zugeschrieben, um 600 v. Chr. neben dem bereits bestehenden Areopag, der aus ehemaligen Archonten gebildet wurde, einen Rat (bule) der Vierhundert geschaffen zu haben. Dieser soll mit je 100 Mitgliedern der vier Phylen der archaischen Zeit beschickt worden sein. Nach Plutarch habe dieses Ratsgremium eine vorberatende Funktion für die Volksversammlung erfüllt, indem hier über Beschlussanträge vorab diskutiert worden sei. Es ist jedoch möglich, dass Plutarch darauf analog zum später durch Kleisthenes gegründeten und den solonischen Rat ersetzenden Rat der Fünfhundert schloss. Da zudem die Funktion des angeblich von Solon installierten Rates nur bei Plutarch überliefert ist, der immerhin etwa siebenhundert Jahre nach Solon schrieb, sind seine genauen Kompetenzen damit nicht mehr fassbar. Ziel der Schaffung dieser Institution war es vermutlich, breitere Schichten in die politische Verantwortung einzubinden, um dem Machtstreben von Einzelpersonen entgegenzuwirken. Davon profitierten etwa solche Aristokraten, die keine Möglichkeit hatten, das Archontat zu bekleiden und somit in den Areopag zu gelangen; ausgeschlossen blieb jedoch die besitzlose Unterschicht der Theten. In der modernen Forschung bleibt der solonische Rat der Vierhundert jedoch sehr umstritten, bisweilen wird sogar seine Existenz oder Solons Urheberschaft in Frage gestellt.

## Oligarchisches Regime
Der katastrophale Ausgang der Sizilienexpedition, Niederlagen in der Ägäis, die Bedrohung durch die Spartaner, welche die Festung Dekeleia auf attischem Boden eingenommen hatten und Athen durch ihre dauerhafte Präsenz empfindlich beeinträchtigten, sowie Finanznöte Athens hatten den Boden für einen oligarchischen Verfassungsumsturz bereitet. Anlass dafür war das Angebot des Alkibiades an die athenische Flotte, die von Samos aus operierte und von mehreren oligarchisch gesinnten Kommandeuren geführt wurde, persische Hilfsgelder zu beschaffen, wenn in Athen eine Oligarchie an die Macht käme und er selbst zurückkehren könnte. Alkibiades war bereits zu Beginn der Sizilienexpedition nach Sparta geflohen, um sich einem drohenden Prozess wegen des Hermenfrevels zu entziehen.
Peisandros wurde nach Athen geschickt, um den Umsturz vorzubereiten. Zudem knüpften die Verschwörer Kontakt zu den oligarchisch gesinnten athenischen Hetairien. Zwar blieben die Unterstützungsgelder aus dem Perserreich aus, jedoch gelang es den antidemokratischen Kräften, vertreten durch Peisandros, in einer Stimmung von Angst und Gewalt die Volksversammlung davon zu überzeugen, ein Komitee zu berufen, das eine neue Verfassung ausarbeiten solle. Im Mai 411 wurden daher dreißig Männer bestellt, die mehrere Bestimmungen zum Schutz der Demokratie, etwa die Graphe paranomon, aufhoben und – vermutlich als Nachahmung der Solon zugeschriebenen Institution – die Schaffung eines Rates der Vierhundert mit umfassenden Kompetenzen befürworteten. Dieser Rat wurde umgehend eingerichtet und übernahm fortan die Regierungsgeschäfte. Die Bürgerschaft sollte auf die Klasse der Hopliten mit voraussichtlich 5000 Bürgern beschränkt werden; dieses Gremium der Vollbürger wurde jedoch gar nicht erst konstituiert. Der demokratische Rat der Fünfhundert wurde ausbezahlt und entlassen, der Rat der Vierhundert trat an seine Stelle, wurde von den Putschisten mit Gesinnungsgenossen beschickt und regierte in despotischer Weise.
Als ein Versuch, mit Sparta Frieden zu schließen, misslang und im September 411 weitere militärische Niederlagen zur See hingenommen werden mussten, wandte sich vor allem die bei Samos liegende Flotte wieder der Demokratie zu. Auch die Hopliten, die von dem gemäßigten Oligarchen Theramenes geführt wurden, zeigten zunehmende Unzufriedenheit mit dem Regime. Ebenso schlug sich Alkibiades, von dem sich die Oligarchen zunehmend distanziert hatten, nachdem er seine Versprechungen nicht hatte halten können, auf die Seite der Demokraten und wurde nach Verhandlungen von den Flottenkontingenten in Samos sogar zum Oberkommandierenden gewählt. Von Theramenes und dem Politiker und Feldherrn Aristokrates maßgeblich herbeigeführt, wurde schon nach ungefähr vier Monaten der Rat der Vierhundert im Herbst 411 entmachtet und eine gemäßigt oligarchische Versammlung von 5000 Personen gebildet, welche die Bürger der oberen Vermögensklassen umfasste. Anfang Juni 410 wurde die Demokratie endgültig wiederhergestellt.
Theramenes, der sich selbst 411 am oligarchischen Umsturz beteiligt hatte und Mitglied im Rat der Vierhundert gewesen war, strengte nach dem Sturz des Regimes einen Prozess gegen seine ehemaligen Parteifreunde Archeptolemos, Onomakles und den Logographen Antiphon von Rhamnus wegen Landesverrats an, um die Gunst des Volkes durch bewusste Abkehr von der Oligarchie für sich zu gewinnen. Den Angeklagten wurde vorgeworfen, als Mitglieder der zwölfköpfigen Delegation, die versucht hatte, einen Friedensschluss mit Sparta zu erwirken, gegen die Interessen Athens gehandelt zu haben. Onomakles floh sofort aus Athen und ging ins Exil, als im Rat ihre Festnahme beschlossen wurde, während Archeptolemos und Antiphon zurückblieben, da sie von einem Freispruch in bevorstehenden Prozess ausgingen. Beide wurden jedoch zum Tod wegen Landesverrats verurteilt und hingerichtet.